# 伊布里鬍鯰
伊布里鬍鯰，為輻鰭魚綱鯰形目塘虱魚科的其中一種，分布於非洲象牙海岸的淡水流域，本魚頭部橢圓形，吻略圓，齒板小，鰓前的器官不發展良好，第二感覺管的開口在側面上在一般的位置，棲息在潟湖及沿岸河川，屬肉食性，以昆蟲、甲殼類及軟體動物為食，體長可達31.5公分。

## 扩展阅读
維基物種上的相關：伊布里鬍鯰